# یادگیری با نظارت
یادگیری با نظارت یا یادگیری تحت نظارت (به انگلیسی: Supervised learning) یکی از زیرمجموعه‌های یادگیری ماشینی است. در این روش مدل با دریافت اطلاعات برچسب زده شده آموزش می‌بیند و سعی می‌کند الگوی بین داده‌ها و برچسب‌هایشان را به صورت یک تابع یادگرفته و برچسب داده‌های جدید و دیده نشده را پیش‌بینی کند. از این روش هم در مسائل طبقه‌بندی و هم در مسائل رگرسیون استفاده می‌شود.
در این روش، مدل از قبل "جواب درست" را می‌داند و یاد می‌گیرد که چگونه ورودی را به خروجی صحیح مرتبط کند. در این روش، به هر داده‌ای که به مدل می‌دهیم، یک برچسب (label) اختصاص داده شده است که نشان می‌دهد خروجی صحیح چیست. مدل با بررسی این داده‌ها، الگوهای موجود را یاد می‌گیرد و بعداً برای داده‌های جدید پیش‌بینی می‌کند.  

## روش کار
به‌طور کلی، الگوریتم‌های یادگیری با نظارت یک پروسهٔ آموزش (training) دارند که طی آن داده‌های برچسب‌گذاری شده به الگوریتم داده می‌شود و الگوریتم سعی می‌کند پارامترهای خودش را با استفاده از این داده‌ها بروزرسانی کند و بتواند برچسب داده‌های جدید را تشخیص دهد. روش کلی این کار به این صورت است که الگوریتم سعی می‌کند پارامترها را در جهتی تغییر دهد که خطای ایجاد شده در پیش‌بینی داده‌ها کمینه شود. این خطا با استفاده از تابعی که تابع هزینه نامیده می‌شود محاسبه می‌گردد.
یادگیری تحت نظارت نیازمند تعدادی داده ورودی به منظور آموزش سیستم است. با این حال رده‌ای از مسائل وجود دارند که خروجی مناسب که یک سیستم یادگیری تحت نظارت نیازمند آن است، برای آن‌ها موجود نیست. این نوع از مسائل چندان قابل جوابگویی با استفاده از یادگیری تحت نظارت نیستند. یادگیری تقویتی مدلی برای مسائلی از این قبیل فراهم می‌آورد. در یادگیری تقویتی، سیستم تلاش می‌کند تا تقابلات خود با یک محیط پویا را از طریق آزمون و خطا بهینه نماید. یادگیری تقویتی مسئله‌ای است که یک عامل که می‌بایست رفتار خود را از طریق تعاملات آزمون و خطا با یک محیط پویا فرا گیرد، با آن مواجه است. در یادگیری تقویتی هیچ نوع زوج ورودی- خروجی ارائه نمی‌شود. به جای آن، پس از اتخاذ یک عمل، حالت بعدی و پاداش بلافصل به عامل ارائه می‌شود. هدف اولیه برنامه‌ریزی عامل‌ها با استفاده از تنبیه و تشویق است بدون آنکه ذکری از چگونگی انجام وظیفه آن‌ها شود.

## الگوریتم‌های مهم
از الگوریتم‌های مهم یادگیری بانظارت می‌توان به موارد زیر اشاره کرد:

### رگرسیون خطی
رگرسیون خطی (Linear Regression) نوعی تابع پیش‌بینی‌کننده خطی است که برای پیش‌بینی یک متغیر از روی یک یا چند متغیر دیگر آموزش داده می‌شود. به متغیرهایی که پیش‌بینی بر روی آن انجام می‌شود متغیر وابسته و به متغیرهایی که پیش‌بینی به کمک آن‌ها انجام می‌شود متغیرهای مستقل می‌گویند. متغیرهای وابسته را معمولاً با و متغیرهای مستقل را با نمایش می‌دهند. اگر تنها یک متغیر مستقل وجود داشته باشد مدل رگرسیون خطی را ساده و در غیر این صورت چندگانه می‌نامند.

### درخت تصمیم
درخت تصمیم (Decision Tree) مدلی است که برای حل مسائل دسته‌بندی و رگرسیون (تخمین مقدار یک متغیر وابسته از روی تعدادی متغیر مستقل) استفاده می‌شود. در درخت تصمیم از روی داده‌های آموزش یک درخت دودویی ساخته می‌شود و مقادیر داده‌های جدید با استفاده از این درخت تعیین می‌شود.

### ماشین بردار پشتیبان
ماشین‌های بردار پشتیبان (Support vector machines - SVMs) مدل‌هایی هستند که برای مسائل دسته‌بندی و رگرسیون بکار می‌روند. در مسائل دسته‌بندی، هدف ماشین‌های پشتیبان یافتن یک ابرصفحهٔ جداکننده به نحوی است که بیشترین حاشیه (margin) را با نقاط هر دسته داشته باشد.

### شبکه‌های عصبی
شبکه‌های عصبی (Neural Networks) سیستم‌هایی پیچیده هستند که از تعداد نسبتاً زیادی واحدهای پردازشی که نورون نامیده می‌شوند تشکیل شده‌اند. ایدهٔ اصلی این گونه شبکه‌ها تا حدودی الهام‌گرفته از شیوهٔ کارکرد سیستم عصبی موجودات زنده می‌باشد. شبکه‌های عصبی قادرند الگوهای نسبتاً پیچیده را در داده‌های ورودی شناسایی کنند و امروزه در بسیاری از حوزه‌های یادگیری ماشین کاربرد دارند.

## کاربردها
الگوریتم‌های یادگیری با نظارت در بسیاری از حوزه‌های علوم کامپیوتر و داده‌کاوی کاربرد دارند. چند مورد عبارتند از:

### پردازش تصویر و بینایی کامپیوتر
از مسائل مهم مطرح در بینایی کامپیوتر می‌توان به تشخیص چهره، تشخیص اشیا و طبقه‌بندی تصاویر بر اساس محتوایشان اشاره کرد. شبکه‌های عصبی که از روش‌های یادگیری با نظارت هستند از راه حل‌های مدرن این مسائل به‌شمار می‌روند که امروزه در عمل استفادهٔ گسترده‌ای دارند.

### تشخیص دست خط
از تکنیک‌های مدرن در تشخیص دست‌خط و استخراج ویژگی‌های نوشته استفاده از شبکه‌های عصبی می‌باشد.

### تشخیص هرزنامه
سپم (به انگلیسی: Spam) یا هرزنامه، به معنی پیام یا نامه الکترونیکی است که بدون درخواست گیرنده و به صورت انبوه فرستاده می‌شود. بهترین تکنولوژی که در حال حاضر برای توقف اسپم وجود دارد، استفاده از نرم‌افزارهای فیلترینگ است. این نوع برنامه‌ها، وجود کلید واژه‌های خاصی را در خط موضوع پیام، بررسی و در صورت شناسائی آنان، نامه الکترونیکی مورد نظر را حذف می‌نمایند. برخی از برنامه‌های فیلترینگ پیشرفته، با استفاده از روش‌های متعدد آماری (مانند فیلترینگ اسپم بیزی) اقدام به شناسائی اسپم بر اساس الگوهایی خاص می‌نمایند.